# Stará Ľubovňa
Stará Ľubovňa (polska Lubowla, tyska (Alt-)Lublau, ungerska Ólubló, latin  Lublovia) är en stad i regionen Prešov i nord-östra Slovakien. Staden som har en yta av 30,8 km² hade 16 363 invånare år 2005.

## Kända personer
- Marián Hossa, slovakisk ishockeyspelare